# Хвиля на стадіоні

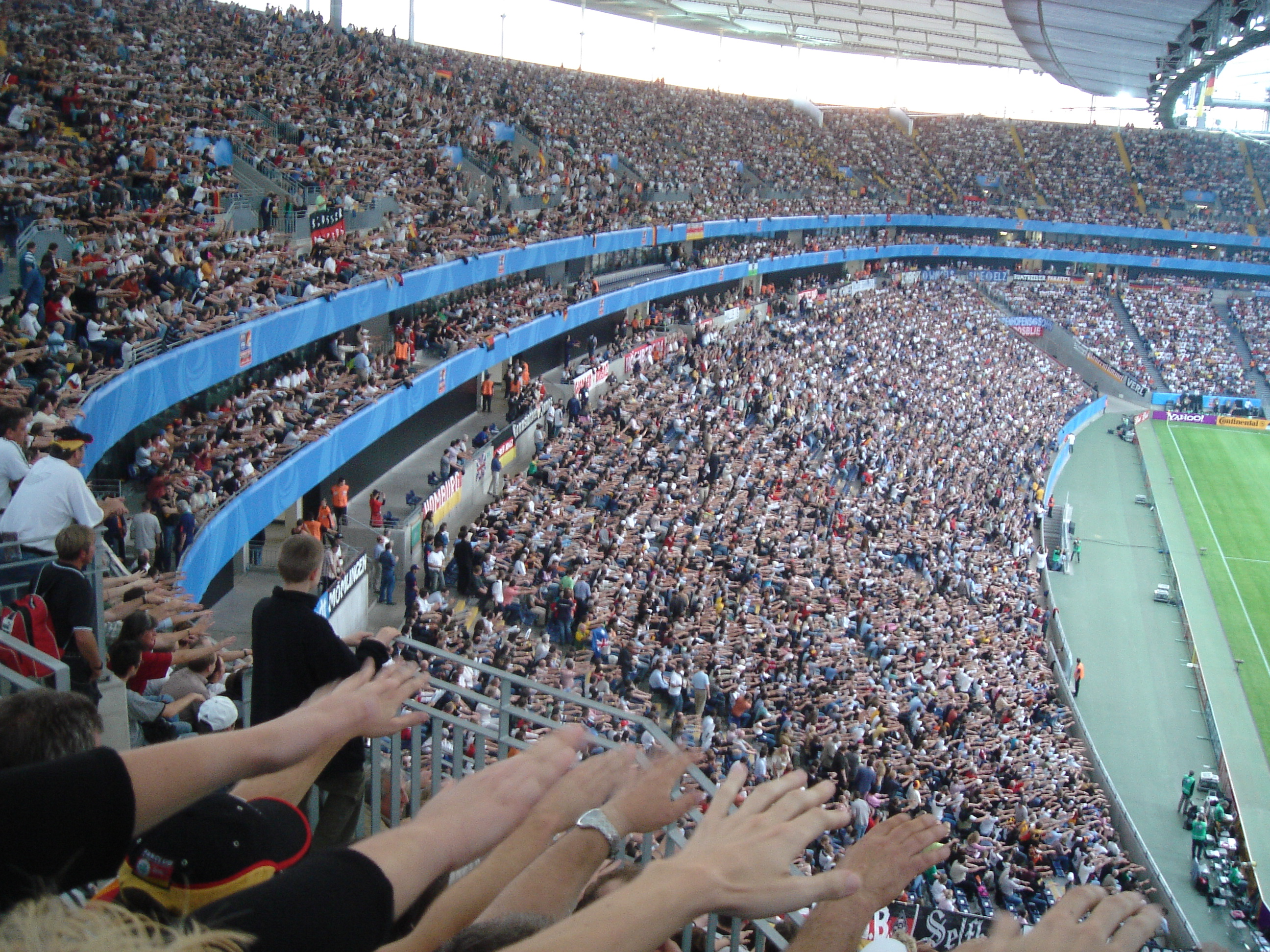
Натовп на стадіоні виконує "хвилю" на Кубку конфедерацій 2005 у Франкфурті

Хвиля (серед носіїв англійської мови за межами Північної Америки відома також як «Мексиканська хвиля» і «Ла-Ола») — приклад метахронального ритму (послідовні дії замість синхронних), що досягається на переповненому стадіоні, коли групи глядачів, що сидять один за одним, по черзі встають, кричать і піднімають руки. Відразу ж після цього глядачі сідають на свої місця.
У результаті натовп глядачів, що встають і сідаючих, створює зоровий ефект хвилі, при цьому деякі глядачі ніколи не встають зі своїх місць. На багатьох великих аренах глядачі сидять у безперервному кільці навколо спортивного поля, і тому хвиля може постійно «подорожувати» по трибунах; при несуміжному розсадженні хвиля може відбиватися через натовп в різні боки. Зазвичай в окремий момент на трибунах є присутнім тільки один гребінь хвилі. Проте, іноді виникають і дві хвилі, що рухаються в протилежних напрямах.

## Походження і варіації

### 1970-1980-ті роки
Незважаючи на відсутність загальної думки з приводу походження хвилі на стадіоні, більшість дослідників феномену припускають, що хвиля уперше з'явилася на північноамериканських спортивних змаганнях у кінці 1970-х рр. — початку 1980-х рр. 15 жовтня 1981 року відомий чирлідер Крейзі Джордж Гендерсон змусив глядачів провести хвилю на грі MLB в Окленді (штат Каліфорнія). Цю хвилю було показано по телебаченню, і Джордж використав відеозапис заходу, щоб підтвердити те, що він її винахідник. 31 жовтня 1981 року хвиля була організована на грі в американський футбол Вашингтонського університету в Сієтлі, після чого продовжувала з'являтися в іншій частині того футбольного сезону. Хоча люди, які створили першу хвилю в Сієтлі, визнали хвилю Крейзі Джорджа на бейсбольному стадіоні, вони стверджували, що популяризували явище, оскільки хвиля Крейзі Джорджа була разовою подією.
Крейзі Джордж вважає, що ідея хвилі народилася випадково, коли він був уболівальником на грі НХЛ в Нортлендс Колізей в Едмонтоні, Канада. Його метою було змусити одну сторону арени стрибати і радіти, після чого протилежна сторона реагувала на це. Одного разу вночі, наприкінці 1980 року, з однієї секції фанатів із затримкою прийшла реакція, що призвела до того, що вони встали на ноги на декілька секунд пізніше, ніж секція поряд з ними. Наступна секція уболівальників наслідувала приклад, і перша хвиля обігнула Нортлендс Колізей за власною ініціативою.

### Глобальні трансляції
Хвиля транслювалася на весь світ на фіналі Олімпійських ігор 1984 між Бразилією і Францією 11 серпня при 100000 глядачів, що були присутніми на Роуз Боул, Пасадіна.
У червні 1986 року хвиля знову з'явилася на світовому рівні під час Чемпіонату світу з футболу 1986 в Мексиці. Багато людей, що живуть за межами Північної Америки, уперше бачили це явище. В результаті, носії англійської мови за межами Північної Америки назвали явище «Мексиканська хвиля». У Німеччині, Італії і інших країнах хвилю називають «Ла-Ола»(чи просто «Ола»), що походить від іспанського слова «хвиля» тоді як в португаломовних країнах, таких як Бразилія, воно альтернативно переводиться як Онда, але «Ла-Ола» також використовується.

### Сінгапур
У Сінгапурі хвиля відома як «Калангова хвиля», і часто розглядається як символ національної збірної Сінгапуру. Вона зазвичай виконується на футбольних матчах за участю національної збірної з футболу або ЛайонсХІІ. Калангова хвиля була названа на честь району Каланг, де розташований Національний стадіон.

## Поточні появи
Сьогодні хвилю часто можна побачити під час чемпіонатів світу з футболу, коли глядачі хочуть продемонмтрувати вдячність за матч або під час затишшя на полі, щоб потішити себе. Існує деяке протиріччя відносно того, в яких ситуаціях хвиля підходить для виконання під час спортивних змагань. Багато фанатів вважають, що хвиля не повинна проходити під час важливих ситуацій під час гри.
До реконструкції в Мельбурн Крікет Граунд між 2002 і 2006 роками, глядачі, що сиділи на місцях, зарезервованих для членів Мельбурнського крікетного клубу, не брали участі у мексиканській хвилі, і обсвистувалися іншими глядачами, поки хвиля не продовжилася з іншого боку. Соціолог Джон Керролл охарактеризував таку практику як зневажливі претензії до влади або людей з вищестоячим соціальним статусом, хоча і зроблено це добродушно і на основі природи рівності при перегляді спорту. Така особливість також спостерігається і на Lord's Cricket Ground.

### Метрика
У 2002 році Тамаш Вішек з Будапештського університету, Угорщина разом зі своїми колегами проаналізував відео 14 хвиль на великих мексиканських футбольних стадіонах, розробивши стандартну модель поведінки хвиль (опубліковано в Nature). Він виявив, що потрібні дії тільки декількох десятків уболівальників, щоб викликати хвилю. Після того, як хвиля починалася, вона, як правило, рухалася за годинниковою стрілкою зі швидкістю приблизно 12 м/с, або близько 22 місця в секунду. У будь-який момент часу хвиля складає близько 15 місць завширшки. Ці спостереження застосовні в різних видах спорту, хоча деталі відрізняються в окремих випадках.

### Рекорди
У 2010 році в рамках The Rally to Restore Sanity and/or Fear 210 000 чоловік взяли участь у хвилі на чолі з ведучими «Руйнівників легенд» Джеймі Гайнеманом і Адам Севіджем.